# Tularosa
Tularosa est une localité américaine située dans le comté d'Otero, au Nouveau-Mexique.